# 영동 금성사
금성사(錦城寺)는 대한민국 충청북도 영동군 영동읍 화신리에 있다. 1996년 4월 15일 영동군의 향토유적 제38호로 지정되었다.

## 개요
금성사는 신라 무열왕 때 품일(品一) 장군과 아들 화랑 관창(官昌)이 백제를 정벌하기 위해 황산벌로 가던 중 이곳 중강곡(中江谷)에서 야숙하게 되었고, 관창이 16세의 어린 나이에 황산벌에서 전사하여 품일 장군이 돌아올 때 이 곳을 지나며, 관창의 명복을 비는 마음에서 사찰을 건립하여 품관사라 이름지었다. 그러나 이 절은 임진왜란(1592년)때 소실되었고, 그 후 영동에 부임한 현감이 법당을 마련하여 내려오던 중 1946년 9월 20일 박남파(朴南波) 스님과 신도들이 4칸 법당, 요사채를 창건하고 금성사라 하였으며, 1986년 박진구(朴眞究) 화상이 부임하여 퇴락한 법당과 요사채를 철거하고 정면 5칸, 측면 3칸의 대웅전과 요사채, 종각, 삼성각 및 해우소(解憂所)를 창건하였으며, 1988년 5월 28일 전통사찰 제 41호로 등록되어 오늘에 이르고 있다. 

## 참고 문헌
- 금성사[깨진 링크(과거 내용 찾기)] - 영동군 향토유적